# Джунгарски врати
Джунгарски врати (на казахски: Жетісу қақпасы; на китайски: 阿拉山口; на пинин: A1lā shān kǒu) е проход на границата между Китай и Казахстан.
Представлява обширна седловина, ориентирана от север на юг, с ширина 10 km, дължина 50 km и надморска височина 300–400 m. Джунгарските врати разделят планините Джунгарски Алатау на запад и Бирликтау на изток, свързвайки Балхашко-Алаколската котловина на север с Джунгарската равнина на юг. Северно от прохода се намира езерото Алакол, а южно от него — Еби. През Джунгарските врати преминава един от основните пътища, свързващи източната и западната част на Централна Азия.